# Сражение у Кампо-Санто
Сражение у Кампо-Санто (итал. Battaglia di Camposanto) — сражение состоявшееся 8 февраля 1743 года у селения Кампо-Санто, в Ломбардии (совр. Кампосанто) в ходе войны за австрийское наследство между испанской армией графа Дюмона де Гажа и австро-пьемонтскими войсками фельдмаршала графа Трауна. Окончилась неопределенным результатом.

## Перед сражением
К февралю 1743 года испанцы (13,5 тысяч человек) стояли вблизи Болоньи, а союзники (12 тысяч) были расположены по квартирам в окрестностях Модены. Уступая настойчивым требованиям правительства и не дождавшись подкреплений из Неаполя, граф де Гаж, невзирая на зимнюю стужу, решился атаковать союзников, пользуясь их разбросанным положением. 1 февраля он снялся с квартир; 4 февраля испанская армия переправилась через реку Панару, а 5 февраля стала на позиции близ Кампо-Санто, выдвинув авангард к Буонпорто.
Хотя Траун только 3 февраля узнал о наступлении испанцев, все же он имел время сосредоточить свои войска близ Буонпорта, чем лишил испанского главнокомандующего возможности неожиданно напасть на него. После небольшой авангардной стычки де Гаж, видя, что противник разгадал его намерения, решил отойти к Болонье, распорядившись обратной переправой войск через Панаро.
Между тем, австрийцы 7 февраля двинулись из Мирандолы к Кампо-Санто, не доходя до которого, стали биваком у ручья Ла-Реджиано. Де Гаж решил принять бой.
Тем временем союзники переправились через Ла-Реджиано и стали в 2 линиях в полумиле от Кампо-Санто. Левое крыло испанцев графа Мариани упиралось в Панаро, а правое Мак-Донеля (командиpa ирландского вспомогательного отряда, составлявшего правый фланг 1-й линии) было примкнуто к пруду и к нескольким отдельным фермам. Центр составляли 8 гвардейских батальонов и 2 полка тяжелой кавалерии. Граф де Гаж не сделал никаких распоряжений для боя, так что со стороны испанцев бой при Кампо-Санто разыгрался исключительно по инициативе частных командиров. Траун, заметив слабо занятый промежуток между правым испанским крылом и левым берегом Панаро, приготовился нанести сюда решительный удар.

## Ход сражения
Сражение началось атакой испанских драгун и карабинеров (9 эскадронов) графа де-Сев на австрийскую кавалерию, которая после ожесточенного боя была опрокинута и отброшена. Вскоре венгерские гусары стремительно атаковали испанскую конницу, смяли её, но попали под фланговый огонь пехоты, выдвинутой графом де-Сев на правый фланг, и в расстройстве отошли. Но де-Сев не развил успеха, а возвратился на прежнюю позицию, предоставляя пехоте решить участь боя.
Тем временем к позиции подходили австрийские пехотные части и для того, чтобы остановить их, генерал Мак-Донель выдвинул против них 10 батальонов. Кровопролитный бой закипел по всей линии. Против правого неприятельского фланга Траун успел сосредоточить почти всю пехоту, которая стремительно обрушилась на испанцев. Несмотря на все усилия австрийцев, испанцы, отражая атаку за атакой, успели удержаться на позициях до вечера.
Пока разыгрывались эти события на правом испанском крыле, левое, лишенное руководства, оставалось в бездействии. Уже стемнело, когда командир валлонской гвардии генерал граф Жош по собственной инициативе решил атаковать правый фланг австрийцев. Заметив наступление валлонской гвардии, граф де Гаж приказал всему левому флангу перейти в наступление, двигаясь за нею. Так как соседние части об этом движении не были осведомлены, то при наступлении темноты произошла паника, окончившаяся взаимным расстреливанием. В темноте Траун повел вторично атаку и после упорного боя успел оттеснить противника к Кампо-Санто, желая во что бы то ни стало добить неприятеля, австрийский главнокомандующий предпринял новую атаку, которая, однако, была отбита, и атакующие с уроном отброшены. Тогда Траун прекратил бой и отступил на прежнюю позицию, a армия де Гажа без помехи переправилась через Панаро и отошла к Болонье (10 февраля).
Потери: испанцев 3200 убитых и раненых и 800 пленных; союзников — 1600 убитых и раненых и 400 пленных.